# Колиновце
Колиновце (слч. Kolinovce) насељено је мјесто са административним статусом сеоске општине (слч. obec) у округу Спишка Нова Вес, у Кошичком крају, Словачка Република.

## Становништво
| Година:    | 1994. | 2004.   | 2014.   | 2024.   |
| ---------- | ----- | ------- | ------- | ------- |
| Број људи: | 540   | 590     | 576     | 580     |
| Разлика:   |       | +9,25 % | -2,37 % | +0,69 % |

| Година:    | 2023. | 2024.   |
| ---------- | ----- | ------- |
| Број људи: | 576   | 580     |
| Разлика:   |       | +0,69 % |

Према подацима о броју становника из 2011. године насеље је имало 580 становника.